# 26 Водолея
26 Водолея (лат. 26 Aquarii, HD 206445) — одиночная звезда в созвездии Водолея на расстоянии приблизительно 958 световых лет (около 294 парсеков) от Солнца. Видимая звёздная величина звезды — +5,641m.

## Характеристики
26 Водолея — оранжевый гигант спектрального класса K2(III). Радиус — около 54,5 солнечных, светимость — около 842 солнечных. Эффективная температура — около 4271 К.